# 渋谷定輔
渋谷 定輔（しぶや ていすけ、1905年〈明治38年〉10月12日 - 1989年〈昭和64年〉1月3日）は、日本の詩人、農民運動家。

## 経歴
埼玉県入間郡南畑村（現富士見市）出身。妻は渋谷黎子。子供の時から農業に従事、そのかたわら詩や生活記録を執筆。1925年（大正14年）下中弥三郎らと農民自治会を組織し『農民自治』（創刊号のみ『自治農民』）の編集にあたる。農民自治会埼玉県連合会として非政党同盟を率い、1928年（昭和3年）の県会議員選挙にむけて活発に運動するも成果が挙がらず、渋谷は離脱。29年に全国農民組合に参加、埼玉県連書記長となる。30年中央委員。1937年サハリン（樺太）からソ連に越境を計画して逮捕され、下獄。39年出獄。戦後は新日本文学会に参加し、1955年日本農民文学会の結成に参加、理事に就任。1970年『農民哀史』を刊行、ロングセラーとなる。1982年より思想の科学研究会会長。
没後、関連する文書、図書・雑誌類が富士見市に寄贈され、富士見市立図書館の渋谷定輔文庫として保存・提供されている。

## 著書
- 『野良に叫ぶ』万生閣 1926 NDLJP:921273
  - 『定本野良に叫ぶ 渋谷定輔詩集』平凡社 1964
  - 『野良に叫ぶ 渋谷定輔詩集』勁草書房 1977
- 『農民哀史 野の魂と行動の記録』勁草書房 1970
- 『大地に刻む 「農民哀史」の周辺 渋谷定輔評論集』新人物往来社 1974
- 『農民哀史から六十年』岩波新書 1986

### 共著・編
- 『ダダ・カンスケ詩集』編 国文社 1963
- 伊東三郎『高くたかく遠くの方へ 遺稿と追憶』埴谷雄高,守屋典郎共編 土筆社 1974
- 『朋あり遠方より来る 現場からの哲学』北沢恒彦,花崎皋平共著 風媒社 1976

### 翻訳
- 『わたしが死んだら シェフチェンコ詩集』国文社 1964
- 『シェフチェンコ詩集』村井隆之共編訳 れんが書房新社 1988

## 論文
- Cinii